# Ənvər Məmmədxanlı
Ənvər Məmmədxanlı è un comune dell'Azerbaigian situato nel distretto di Ucar. Conta una popolazione di 237 abitanti.